# 粉紅平鮋
粉紅平鮋，為輻鰭魚綱鮋形目鮋亞目平鮋科的其中一種，為亞熱帶海水魚，分布於中太平洋東部美國加州到墨西哥下加利福尼亞中部海域，棲息深度76-366公尺，體長可達56公分，棲息在岩石底質底層水域，卵胎生，生活習性不明。